# Eppu Väänänen
Eppu Väänänen (* 15. Februar 1988) ist ein finnischer Biathlet.
Eppu Väänänen startet für den Verein Sotkamon Jymy. Seinen internationalen Einstand gab er bei den Biathlon-Juniorenweltmeisterschaften 2006 in Presque Isle, wo er 70. des Einzels und 27. des Sprints wurde, sich im Verfolgungsrennen bis auf den 14. Rang verbesserte und mit der Staffel auf Platz fünf kam. Ein Jahr später wurde er in Martell 27. des Einzels, 32. des Sprints, 25. der Verfolgung sowie 14. mit der finnischen Staffel. Seine dritten Juniorenweltmeisterschaften lief Väänänen 2008 in Ruhpolding. In Deutschland lief er auf die Plätze 61 im Einzel, 36 im Sprint, 50 in der Verfolgung und sechs mit der Staffel. Im Jahr darauf nahm Väänänen in Canmore letztmals an  Juniorenweltmeisterschaften teil und erreichte die Plätze zehn im Einzel, 27 im Sprint, 23 in der Verfolgung und 16 mit der Staffel. Im weiteren Verlauf des Jahres nahm er auch an den Rollski-Juniorenrennen der Sommerbiathlon-Weltmeisterschaften 2009 in Oberhof teil und wurde 22. des Sprints und 24. der Verfolgung.
Sein Debüt bei den Männern gab Väänänen 2007 im Rahmen von Europa/IBU-Cup-Rennen in Torsby, bei denen er 52. in Sprint und Verfolgung wurde. Seine besten Resultate in der Rennserie bislang erreichte er 2011 in Osrblie mit einem 48. Platz im Einzel und Rang 46 im Sprint. Erstes Großereignis im Leistungsbereich wurden die Biathlon-Europameisterschaften 2010 in Otepää, bei denen der Finne 51. des Einzels wurde und sich als 64. des Sprints nicht für das Verfolgungsrennen qualifizieren konnte. Mit Ville Simola, Matti Hakala und Marko Nieminen wurde er zudem als Startläufer der Staffel 13. Bei den Biathlon-Europameisterschaften 2011 in Ridnaun belegte Väänänen den 62. Platz im Einzel, das Sprintrennen beendete er 57, den Verfolger als 50., und die finnische Staffel trat trotz Meldung nicht an.
Seit 2005 startet Väänänen auch mehrfach in unterklassigen Skilanglaufrennen des Scandinavia Cups und in FIS-Rennen.